# E107 CMS
E107 — система управления содержимым CMS (Content Management System), написанная с помощью языкa веб-программирования PHP и взаимодействующая с базой данных MySQL. E107 является свободным программным обеспечением и распространяется под лицензией GNU GPL.
Благодаря своей простоте E107 подходит для создания сайтов любой сложности, от сайтов визиток до порталов, а широкие возможности этой CMS позволяют сделать крупный ресурс с ежедневной многотысячной посещаемостью.
После установки, можно активировать и настраивать многие популярные плагины, входящие в базовый комплект системы. Среди плагинов есть и собственный форум e107.

## Требования к хостингу
Минимальные и рекомендуемые требования:
Минимальные
- Веб-сервер Nginx Server, Apache HTTP Server версии 2 и выше
- Интерпретатор PHP версии 7.0 и выше
- СУБД MySQL версии 5 и выше

Рекомендуемые
- Веб-сервер Nginx Server, Apache HTTP Server, Microsoft IIS
- Интерпретатор PHP 8.1 (Поддержка PHP 5.6 через PHP 8.1)
- СУБД MySQL версии 5 и выше

## Награды и номинации
- 3 место в номинации Best PHP Open Source Content Management System на Open Source Awards в 2007 году[4].
- e107 nominated for Packt Publishing Open Source CMS Award 2006 on 24 July 2006.
- e107 gets a mention in the March 2006 Issue of PC Magazine.